# マゼラン渦巻銀河
マゼラン渦巻銀河(Magellanic spiral)は、Sm(SAm、SBm、SABm)に分類される矮小銀河である。1つの渦状腕を持ち、プロトタイプであるSBm型の大マゼラン雲から名付けられた。矮小渦巻銀河と不規則銀河の中間の形態であると考えられる。

## 分類
SAm型は非棒状渦巻銀河、SBm型は棒渦巻銀河、SABmは中間渦巻銀河に相当する型である。
Sm型とlm型は、ある構造の不規則銀河にも分類される(Irr-1型)。Sm型は、破壊され、非対称となったものである。dSm型は、分類スキームに応じて矮小渦巻銀河または矮小不規則銀河に分類される。
マゼラン渦巻銀河の分類は、ハッブル分類の改良としてジェラール・ド・ボークルールによってマゼラン不規則銀河(lm)とともに導入された。

## マゼラン渦巻銀河の一覧
マゼラン棒渦巻銀河(SBm)
- 大マゼラン雲
- 小マゼラン雲
- NGC 1311[3]
- NGC 4618[4]
- NGC 4236
- NGC 55
- NGC 4214
- NGC 3109

マゼラン中間渦巻銀河(SABm)
- NGC 4625
- NGC 5713

マゼラン非棒状渦巻銀河(SAm)
- NGC 5204[5]
- NGC 2552